# Korzeń Rządowy
Korzeń Rządowy (prononciation : [ˈkɔʐɛɲ ʐɔnˈdɔvɨ]) est un village polonais de la gmina de Łąck dans le powiat de Płock de la voïvodie de Mazovie dans le centre-est de la Pologne.
Il se situe à environ 6 kilomètres au sud de Łąck (siège de la gmina), 16 kilomètres au sud-ouest de Płock (siège du powiat) et à 99 kilomètres à l'ouest de Varsovie (capitale de la Pologne).

## Histoire
De 1975 à 1998, le village appartenait administrativement à la voïvodie de Płock.